# 旅遊行程
旅行行程（英語：Itinerary）是指人們在規劃旅行時制定的事件時間表，通常內容為某個时间要访问的目的地以及來往目的地之间所需的交通工具。国际旅行中很多国家的签证申请都要求提供详细行程计划，否则可能被拒签。游客也可以通过寻求旅行社代理製作旅行路线清单，游客可以挑選旅行社给出的最满意的路线方案。然而随着互联网、在线地图、导航等工具的出現，許多人開始自己动手制定旅行行程，也是自助游的必做工作之一。